# Marols
Marols är en kommun i departementet Loire i regionen Auvergne-Rhône-Alpes i centrala Frankrike. Kommunen ligger i kantonen Saint-Jean-Soleymieux som tillhör arrondissementet Montbrison. År 2022 hade Marols 460 invånare.

## Befolkningsutveckling
Antalet invånare i kommunen Marols
| Referens: INSEE |